# Miguel Gallo Martínez
Miguel Gallo Martínez, ( 1904 - Alicante 1939) fue un militar español  que luchó en la guerra civil española a favor de la República.

## Biografía
Pertenecía a una conocida familia de Porcuna, en la provincia de Jaén. Participó en la sublevación de Jaca de diciembre de 1930 junto a Fermín Galán y García Hernández, con el rango de capitán, y huyó a Francia tras la derrota de Cillas, permaneciendo hasta el advenimiento de la República en el exilio.
Durante la República fue nombrado miembro del Cuarto Militar del Presidente de la República, destino en el que le sorprendió la sublevación de julio de 1936, aún con el rango de capitán de infantería.

### Guerra civil española
Muy amigo de los hermanos Galán, Francisco y José María, hacia el 22 de julio de 1936 está como oficial de enlace de la columna republicana que actúa sobre Somosierra al mando del general Carlos Bernal. Se afilia entonces al Partido Comunista de España, y se convierte en uno de los instructores del 5.º Regimiento.
El 11 de octubre de 1936, ya con el rango de comandante, sustituyó al comandante Eduardo Quintana al mando de una columna que actúa en la zona de Navas del Rey, Pelayos, Aldea del Fresno y luego Villaviciosa de Odón. Pocos días después, hacia el 22 de octubre, su unidad pasará a engrosar la columna «López Tienda», al mando del teniente coronel Barceló, y Gallo se trasladó a Murcia para hacerse cargo de la recién creada 6.ª Brigada Mixta, formado casi en su totalidad por militares y efectivos procedentes de la región de Levante. Participaría con su brigada en la Tercera batalla de la carretera de La Coruña, en el sector de Puente de San Fernando, en donde su unidad sufre cerca de 1000 bajas, por lo que tiene que ser relevada y trasladada a Villarobledo en donde descansa y se reorganiza.
Tras producirse la caída de Málaga, es enviado con su brigada a Almería, a donde llega el día 10 de febrero de 1937, y desde allí hacia la carretera de la costa donde frena el avance rebelde tras caer Motril. Días después se crea la 24.ª División (3 de abril de 1937) como reserva del Ejército del Sur, y Gallo abandona la 6.ª brigada para pasar a mandar dicha nueva unidad. 
Participa con la 24.ª división en la batalla de Brunete atacando al sur de Madrid, en la detención de la contraofensiva sobre el sector de Albarracín (julio 1937) y en la batalla de Belchite en la segunda fase. El 15 de noviembre de 1937 pasa a mandar el X Cuerpo de Ejército, que cubre el frente aragonés desde la frontera hasta el sur de Huesca. Cuando en marzo de 1938, los rebeldes inician su ataque por el valle del Ebro, arrasando al X Cuerpo de Ejército, Gallo tiene que replegarse a Francia por el valle de Arán, siendo entonces sustituido hacia mediados de abril por el teniente coronel Rafael Trigueros. Su actuación en dicha campaña ha sido muy discutida.
Tras volver a España, pasa a mandar durante unos días la 23.ª División (del 8 al 21 de diciembre de 1938) y luego la 70.ª División,  en sustitución de Tomás Centeno, en tierras de Extremadura. Para la Batalla de Valsequillo en enero de 1939 ya no se encuentra al mando de dicha unidad. Según algunos autores, está en Cataluña durante la ofensiva rebelde, teniendo que huir a Francia con el resto de tropas republicanas. De Francia volvería entonces a la zona centro republicana para continuar la lucha, a pesar de que la guerra terminó unas semanas más tarde.

### Posguerra
Fue detenido posteriormente, posiblemente por oponerse a la sublevación de Casado, siendo internado en la prisión militar de Monte Oliveti, de Valencia. Tras la rendición republicana, fue abandonado en prisión, así que los rebeldes cuando llegaron lo condenaron a muerte y lo ejecutaron en Alicante, el 15 de julio de 1939.
Era cristiano, y al principio de la guerra, cuando actuó en el frente de Somosierra, tuvo reparos en luchar contra los sublevados, en especial contra los requetés, como cuenta Castro Delgado.